# Fiord de Kvænangen
El fiord de Kvænangen (o Kvænangenfjoren en noruec), (també en sami septentrional: Návuotna) és un fiord situat als municipis de Kvænangen i Skjervøy, comtat de Troms, Noruega. Amb 72 quilòmetres de llargada el fiord s'estén des del mar de Noruega al llogaret de Kvænangen. La ruta europea E06 creua el fiord amb un pont on el fiord és uns 350 metres d'ample.
Hi ha una sèrie d'illes al fiord. A la banda oest del fiord són les illes d'Arnøya i Kågen. Al mig del fiord també hi ha altres illots menors.

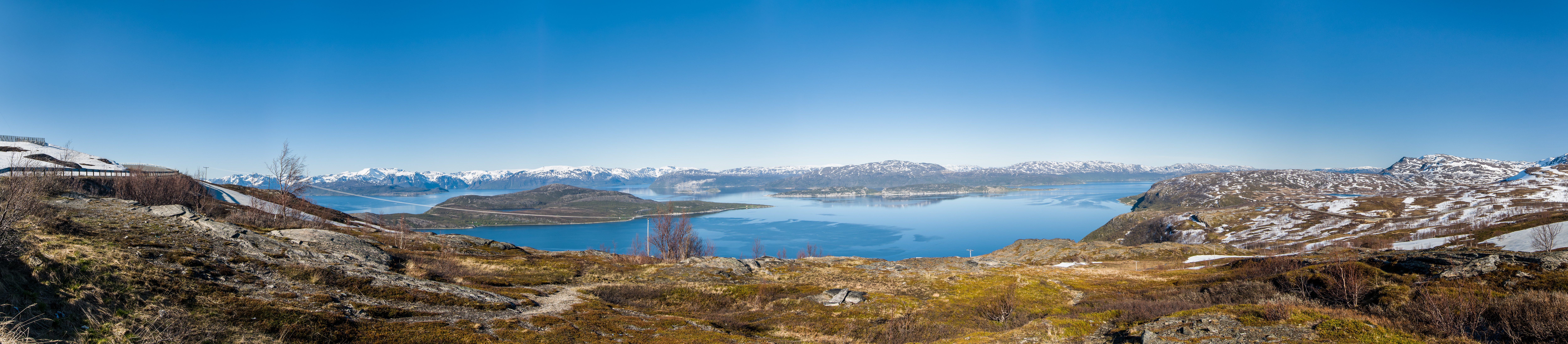
Panoràmica del fiord

Tot i que no en grans nombres, els cetacis se sap que viuen o visiten el fiord. Les Marsopes i els dofins s'observen amb major freqüència. En els últims anys, les iubartes han començat a fer remuntades a les aigües del fiord per alimentar-se, i hi havia hagut una observació rara d'una balena franca comuna de l'Atlàntic Nord, extinta a l'est d'aquest oceà, va romandre durant diverses setmanes en el fiord, que indica que aquesta àrea va ser una vegada part de la zona d'alimentació històrica per a aquest tipus de balenes.